# Вера Карали
Вера Алексејевна Карали (рус. Вера Алексеевна Каралли; Москва, 27. јул 1889 — Баден, 16. новембар 1972) била је руска балетска играчица, кореографкиња и глумица немог филма у раним годинама 20. века.

## Младост и каријера
Рођена у Москви, Карали је завршила Московску позоришну школу 1906. године под руководством истакнутог руског професора Александра Горског. Карали је наступала са компанијом Руска балетска група Сергеја Дјагиљева 1909. године, као и 1919. и 1920. После две године постала је солиста Баљшој театра, где је често била у пару са балетаном Михаилом Мордкином.
Године 1914. Карали је такође започела успешну глумачку каријеру и постала једна од првих прослављених руских филмских глумица. Њена прва улога била је у драми Пјотра Шардињина из 1914. године Памтиш ли? (рус. Ты помнишь ли) поред познатог глумца Ивана Можухина. Од 1914. до 1919. године, Вера Карали ће се појавити у отприлике шеснаест руских немих филмова, укључујући адаптацију Рата и мира Лава Толстоја из 1915. (рус. Војна и мир). Њено последње појављивање у филму било је у немачкој драми под насловом Освета једне жене 1921. године. Често бирана за главну женску улогу од познатог редитеља Јевгенија Бауера, Карали је можда најбоље упамћена по својим наступима у Бауеровим адаптацијама из 1915. романа После смрти (рус. После смерти) писца Ивана Тургењева и њеној улози Гизеле 1917. у мелодрама Лабуд на самрти (рус. Умирающий лебедь).

## Распутинова смрт
Карали је била љубавница великог војводе Русије Дмитрија Павловића и наводно је такође била саучесник у убиству Григорија Распутина у децембру 1916. Она је наводно била једна од две жене које су биле присутне у палати Феликса Јусупова у ноћи Распутиновог убиства. Друга је била Маријана Пистолкорс. Њихови наводни мушки саучесници никада нису јавно идентификовали две жене.

## Изгнанство
Након што је побегла на Запад након Октобарске револуције, Карали је свој последњи филмски наступ имала у немачкој немој драми Роберта Вина 1921. године, Освета једне жене, заједно са Олгом Енгл и Францом Јегенијевом.
Године 1920. Карали је учествовала на великом добротворном концерту у Париској опери заједно са оперском певачицом и плесачицом Маријом Николајевном Кузњецовом, између осталих, како би прикупили средства за помоћ осиромашеним руским емигрантима.
Током 1920-их, Вера Карали је предавала игру у Каунасу, а од 1930. до 1935. била је балетска првакиња Румунске опере у Букурешту. Од 1938. до 1941. Карали је живела у Паризу. Касније се настанила у Бечу и тамо предавала балет. Карали је умрла у Бадену у Аустрији 1972. Сахрањена је на Средишњем бечком гробљу.

## Филмографија
- Памтиш ли? (рус. Ти помнишь ли?, 1914)
- Сорванец (рус. Сорванец, 1914)
- Хризантеме (рус. Хризантеме, 1914)
- После смрти (рус. После смерти, 1915)
- Рат и мир (рус. Војна и мир, 1915)
- Наташа Ростова (рус. Наташа Ростова, 1915)
- Грешни дани (рус. Деньи греха, 1915)
- Спаљена крила (рус. Обожжённые крылья, 1915)
- Љубав државног саветника (рус. Любовь статского советника, 1915)
- Срећа вечне ноћи (рус. Счастье вечной ночи, 1915)
- Уговор са ђаволом (рус. Драконовский контракт, 1915)
- Леш старог борца (рус. Гриф старого борца, 1916)
- Краљ Париза (рус. Король Парижа, 1917)
- Умирући лабуд (рус. Умирающий лебедь, 1917)
- Набат (1917)[7]
- Машта и живот (рус. Мечта и жизнь, 1918)
- Ноћ 11. септембра (фр. La Nuit du 11 septembre, 1919)
- Освета једне жене (1921)